# Kế hoạch CM-12
Kế hoạch CM-12 là một chiến dịch phản gián của lực lượng An ninh Việt Nam. Chiến dịch này kéo dài từ năm 1981 đến năm 1988 nhằm làm thất bại kế hoạch của tổ chức Mặt trận thống nhất các lực lượng yêu nước giải phóng miền Nam Việt Nam do Lê Quốc Túy và Mai Văn Hạnh đứng đầu. Tổ chức này cùng với sự hỗ trợ của tình báo Thái Lan và Trung Quốc, bí mật đưa gián điệp biệt kích, vũ khí từ nước ngoài vào, liên kết với các tổ chức chống chính quyền trong nội địa, tiến hành gây bạo loạn cướp chính quyền từng vùng để đi đến bạo loạn cướp chính quyền trên cả nước.

## Những bước đầu tiên
Ngày 17 tháng 2 năm 1976, tại khách sạn Méridien, Paris, Túy và Hạnh tổ chức họp báo công khai Mặt trận trước 300 nhà báo hải ngoại và lực lượng lưu vong tại Pháp. Mặc dù Túy công bố là mặt trận được thành lập trong một cuộc họp bí mật ở miền Nam vào tháng 10 năm 1975 nhưng chỉ nhằm phô trương thanh thế của mặt trận vì tháng 7 năm 1975, do mang quốc tịch Pháp, Túy đã bị lực lượng công an Việt Nam trục xuất ra khỏi Việt Nam. Lúc này đây vẫn còn là một tổ chức chính trị ít thanh thế và ảnh hưởng.
Trong buổi họp báo này, Mặt trận cho công khai Túy làm chủ tịch, Lê Phước Sang làm phó chủ tịch còn Lê Phước Tài làm tổng thư ký.
Bộ phận tình báo nằm trong Đại sứ quán Việt Nam ngay lập tức gửi báo cáo về Hà Nội. Theo báo cáo ban đầu, buổi họp báo này có sự tham dự hơn 300 khách mời, ngồi hàng đầu còn có cựu thủ tướng dưới chế độ Bảo Đại Trần Văn Hữu và sĩ quan cần vụ cho tướng Đỗ Cao Trí - Trần Xúy. Túy cho mời đại diện một số cơ quan thông tấn và nhà nước Pháp để phô trương thanh thế như tạp chí Valeurs Actuelles ( Một tờ báo cực hữu - chống cộng của Pháp), tờ l'Aurore (Rạng đông), đại diện Bộ Nội vụ và cả chánh văn phòng Bộ Quốc phòng Pháp cùng 1 số công ty như Bouygues, CMA-CGM... Ngay lập tức Bộ Ngoại giao Việt Nam gửi công hàm phản đối thông qua đại diện sứ quán Pháp tại Hà Nội.
Túy lên kế hoạch nhằm lật đổ Cộng sản thông qua 3 giai đoạn (gọi là kế hoạch "Hồng Kông")
- Giai đoạn 1 (từ năm 1977 đến năm 1980) : Huy động tài chính cần thiết cho mặt trận, tận dụng bối cảnh chính quyền Reagan bắt tay với Đặng Tiểu Bình, cùng lúc với việc thiết lập kênh liên lạc với các cơ quan đặc biệt của nước ngoài như CIA, và vận động sự hỗ trợ hậu cần của Thái Lan để đưa biệt kích vào Việt Nam.
- Giai đoạn 2 (từ năm 1981 đến năm 1985) : Đưa người và phương tiện vào Việt Nam, thiết lập các mật khu, căn cứ tiến tới sử dụng nguồn lực quốc nội
- Giai đoạn 3 (từ năm 1985) : Tiến hành bạo động vũ trang tiến tới giành chính quyền ở miền Nam rồi từ đó làm bàn đạp lật đổ chế độ Cộng sản trên cả nước

Sau khi công khai, Mặt trận đi vào hoạt động bí mật. Tuy nhiên ngay từ giai đoạn 1, tổ điệp báo tại Paris của Bộ Nội vụ đã nắm được phần nào về kế hoạch và cơ cấu của tổ chức.

## Tính toán của các nước lớn
Trong giai đoạn 1975-1980, tình hình trong khu vực có nhiều diễn biến mau lẹ và phức tạp, ngày 7 tháng 1 năm 1979, Quân đội Việt Nam tiến vào Phnôm Pênh lật đổ chế độ Khmer Đỏ, thiết lập nhà nước Cộng sản thân Việt Nam và đẩy lùi quân Polpot về biên giới Thái Lan, Thái Lan phải đối diện với một thế lực quân sự lớn ngay sát biên giới, quan hệ giữa Thái nói riêng, ASEAN nói chung và Việt Nam rơi vào thế đối địch.
Mặt khác, tình hình phía bắc cũng không khá hơn, để trả đũa Việt Nam đưa quân vào Campuchia, Trung Quốc tấn công trên toàn tuyến biên giới vào tháng 2 năm 1979, từ đó quan hệ 2 nước rơi vào căng thẳng. Với tình báo Trung Quốc, sau năm 1975, hoạt động gián điệp Trung Quốc tại Việt Nam leo thang lên cường độ mới với quy mô, tính chất ngày càng quyết liệt, lực lượng an ninh Việt Nam đã phá vỡ nhiều đầu mối nội gián, thậm chí là cả tổ chức bình phong cho điệp viên Trung Quốc hoạt động như "Hội Hoa liên", "Báo Tân Việt Hoa", "Hội sinh viên Hoa kiều yêu nước",... Lúc này, quy mô lực lượng phản gián chống Trung Quốc, chỉ ở cấp phòng thuộc cục bảo vệ chính trị.
Nhìn chung, tình hình khu vực có nhiều bất lợi cho Việt Nam trong giai đoạn này.
Về phần Mỹ, ban đầu CIA không có hứng thú với Lê Quốc Túy, người được cho có ít kinh nghiệm chính trị và quân sự, cũng như ảnh hưởng trong cộng đồng lưu vong hải ngoại. Sau khi hai miền nam bắc Việt Nam thống nhất, tiến trình bình thường hóa quan hệ giữa Hoa Kỳ và chính phủ mới của Việt Nam bắt đầu, CIA lúc đó chỉ tập trung nhiều vào kế hoạch hậu chiến, mạng lưới tình báo của CIA chỉ ở cấp trung ương chứ chưa xuống tận cơ sở như Trung Quốc, do đó, kế hoạch lật đổ Cộng sản của Túy và Hạnh đối với CIA là không thực tế. Mặc dù vậy, trong giai đoạn một, Mặt trận cũng đã thiết lập được liên lạc với CIA nhằm gây dựng kênh tài chính và ủng hộ trong giới lưu vong tại Hoa Kỳ.
"Cơ may" đến với mặt trận khi quân đội Việt Nam lật đổ chế độ Khmer Đỏ tại Campuchia, trong lúc này, đàm phán bình thường hóa quan hệ giữa Hoa Kỳ và Việt Nam đổ vỡ, quan hệ Trung Mỹ trở nên tốt đẹp dưới thời Đặng Tiểu Bình. Một liên minh quốc tế, không chính thức, chống Việt Nam hình thành : Hoa Kỳ - Trung Quốc - ASEAN. Theo công an Việt Nam, Mặt trận bây giờ được coi là quân cờ của liên minh này nhằm mục tiêu phá Việt Nam từ bên trong, cô lập Việt Nam từ bên ngoài nhằm hình thành thế bao vây chiến lược của các nước lớn. Công tác tổng kết của lực lượng an ninh Việt Nam sau này đánh giá "Tình báo Trung Quốc câu kết với CIA sử dụng các tổ chức phản động người Việt lưu vong ở nước ngoài; móc nối với cơ quan tình báo Thái Lan và một số nước trong khu vực, sử dụng đất của họ làm căn cứ huấn luyện, cung cấp vũ khí và phương tiện chiến tranh, biến chúng thành những tên lính xung kích để thực hiện chiến thuật "trong nổi dậy, ngoài đánh vào".
Theo tin tức của Cục Tình báo Bộ Nội vụ, trước đó Trung Quốc đã thiết lập được kênh liên lạc với mặt trận. Sau khi được thành lập vào tháng 2 năm 1976, ngày 30 tháng 9 năm 1976, ủy viên sáng lập Lại Hữu Tài được mời đến dự tiệc chiêu đãi của Đại sứ quán Trung Quốc tại Paris. Đến năm 1980, để chuẩn bị cho kế hoạch đưa biệt kích về Việt Nam, phó chủ tịch Lê Phước Sang sang Bắc Kinh gặp Bộ Chính trị Trung Quốc và làm việc với cơ quan tình báo Trung Quốc để xin thêm vũ khí. Để thực hiện kế hoạch này, thông qua kênh tình báo, Trung Quốc móc nối cho mặt trận với cơ quan tình báo Thái Lan mà ở đây là Cục tình báo Lục quân Thái Lan - do tướng Kriangsak Chamanan đứng đầu. Trung Quốc tiếp cận với em ruột tướng Chamanan, rồi từ đó tác động tới Chamanan, người sau này là thủ tướng Thái Lan, để hậu thuẫn cho kế hoạch của Mặt Trận. Bộ phận tình báo tại Bangkok của cả công an và quân đội đều năm được thông tin chính ông Chamanan chủ trương giúp đỡ các lực lượng chống cộng Việt Nam để thực hiện kế hoạch phá hoại lâu dài nhằm đi đến lật đổ chính quyền Việt Nam. Ngoài ra Trung Quốc còn giúp mặt trận móc nối với Khmer Đỏ, sử dụng người của Khmer Đỏ chỉ đường để tiếp cận miền Nam Việt Nam thông qua ngả đường bộ đi qua Campuchia.

## Diễn biến
Trong năm 1980, tình báo Thái Lan phụ trách công tác huấn luyện biệt kích và cơ sở hậu cần trên đất Thái, cho phép sử dụng cảng Rayon và đảo Samui làm đầu cầu tập kết vũ khí và huấn luyện biệt kích để tiến hành xâm nhập miền Nam Việt Nam bằng đường biển, còn cục Hoa Nam hỗ trợ tin tình báo quốc nội, và các phương tiện hoạt động như in đến 300 triệu tiền Việt Nam giả, cung cấp vũ khí hệ XHCN cho lục lượng biệt kích, một số tàu chở biệt kích thậm chí từ Thái Lan vòng lên đảo Hải Nam để lấy vũ khí và trang bị, nhằm đánh lạc hướng hải quân Việt Nam, rồi vòng xuống phía Nam tiếp cận khu vực Cà Mau. Có thể nói, đây là lần đầu tiên, các tổ chức hậu thân của Việt Nam Cộng hòa bắt tay với một nước Cộng Sản nhằm lật đổ hệ thống chính trị ở một nước Cộng sản khác.
Kế hoạch CM-12 (hai chữ cái CM lấy hai chữ cái đầu của Cà Mau, còn 12 là ngày xuất phát của Mặt trận thống nhất các lực lượng yêu nước giải phóng Việt Nam - 12 tháng 5 năm 1981) còn là tên của phần cốt lõi nhất trong chiến dịch, đó là kế hoạch đón lõng và bắt giữ tổ chức này cùng khối lượng lớn vũ khí và tiền giả của tổ chức trên thâm nhập Việt Nam từ vùng bờ biển tỉnh Cà Mau trong các năm 1981-1984. Công an Việt Nam giả làm lực lượng biệt kích đã thâm nhập để liên lạc với Lê Quốc Túy và Mai Văn Hạnh nhằm tiếp tục phát hiện lực lượng cũng như vũ khí và tiền của tổ chức này, đồng thời ngăn chặn các kế hoạch lật đổ chính quyền mà tổ chức này định thực hiện.
Cho đến tháng cuối năm 1983, Lực lượng An ninh thực hiện kế hoạch CM-12 đã buộc đối phương xâm nhập theo kế hoạch của Ban chuyên án, với 15 chuyến bằng đường biển với 30 lượt tàu vào vùng biển Cà Mau, bắt toàn bộ 126 "gián điệp", biệt kích từ nước ngoài về, thu 132.278 kg vũ khí, 299.750.000 đồng tiền giả... Lực lượng chống đối chính phủ đã bị buộc phải khai ra 10 tổ chức và một số đầu mối trong nội địa.
Ngày 9 tháng 9 năm 1984, hai con tàu thâm nhập cuối cùng đổ bộ vào Việt Nam đã bị bắt giữ cùng Mai Văn Hạnh và Trần Văn Bá. Lê Quốc Túy do bị bệnh nặng nên đã không đi cùng chuyến này. Kế hoạch CM-12 kết thúc.
Ngày 14 đến ngày 18 tháng 12 năm 1984, tại Thành phố Hồ Chí Minh, Tòa án nhân dân Tối cao đã mở phiên tòa xét xử và tuyên phạt tử hình 5 người, tù chung thân 3 người, tù từ 8 đến 20 năm 13 người.
Trong ba năm tiếp theo, giai đoạn tiếp nối của CM-12 - kế hoạch ĐN-10 - diễn ra tại Đồng Nai, là chuyên án riêng trong kế hoạch CM-12, nhằm đón lõng các toán biệt kích đổ bộ vào tỉnh Đồng Nai theo đường biển và hướng Campuchia. Tuy nhiên, trong chuyên án này xuất hiện một số vấn đề như giai đoạn đầu chuyên án, Giám đốc Công an Đồng Nai Mười Văn bị bắt và sau đó là tử hình do tổ chức vượt biên và tham ô, còn giai đoạn sau, thì phó giám đốc Công an phụ trách an ninh Nguyễn Văn Hiệp, bị bắt vì tham nhũng, sau đó bị thủ tiêu vào năm 1990.

## Kết thúc
Ngày 30 tháng 1 năm 1988, đại diện của Lê Quốc Túy tại Pháp gửi cho các toán của ĐN-10 bức điện báo tin Lê Quốc Túy đã chết ngày 25 tháng 1 năm 1988. Ngày 4 tháng 3 năm 1988, bức điện cuối cùng được gửi về cho các toán ở trong nước với thông báo giải tán toàn bộ tổ chức "Mặt trận thống nhất các lực lượng yêu nước giải phóng Việt Nam".
Năm 2005, trong đợt đặc xá hàng năm vào ngày 2 tháng 9, Mai Văn Hạnh đã được ra tù trước thời hạn.

## Trong văn học nghệ thuật
- Tiểu thuyết Đêm yên tĩnh của nhà văn Hữu Mai
- Hồi ký Kế hoạch CM-12 của Nguyễn Phước Tân
- Phim truyền hình dài tập Trò chơi sinh tử của hãng phim TFS (khởi chiếu tháng 11 năm 2007)